# Силвия-Морено Гарсия
Силвия-Морено Гарсия (на английски: Silvia Moreno-Garcia) е мексиканско-канадска публицистка и писателка на произведения в жанра научна фантастика, фентъзи, хорър, трилър, исторически роман и документалистика. Пише на английски език.

## Биография и творчество
Силвия-Морено Гарсия е родена на 25 април 1981 г. в Долна Калифорния, Мексико. Родителите ѝ работят за радиостанции и тя отраства в Мексико и в няколко града в САЩ. Получава бакалавърска степен по комуникации от колежа „Ендикот“ в Масачузетс, след което се връща в Мексико. Там се омъжва и се премества със съпруга си в Канада през 2004 г. Там работи в катедрата по комуникации на Университета на Британска Колумбия във Ванкувър и едновременно започва да пише разкази. През 2016 г. получава магистърска степен по наука и технологии от университета.
Започва литературната си кариера през 2006 г. като публикува разкази в различни художествени списания и антологии. Първият ѝ сборник с разкази, „Този странен начин на умиране“, е издаден през 2013 г., а вторият, „Любов и други отвари“, през 2014 г. Първият ѝ фентъзи роман „Сигнал към шум“ е публикуван през 2015 г. В историята му петнадесетгодишната Мече открива как да прави магии с помощта на музика и заедно с приятелите си Себастиан и Даниела събират разбитите си семейства и откриват любовта, а 20 години по-късно се връща към спомените и търси отново магията. Романът е номиниран за британските награди за фентъзи и печели наградата „Меден цилиндър“.
От 2009 г. работи като редактор към съоснованото от нея и Паула Стайлс издателство Innsmouth Free Press, което е посветено на странната научна фантастика и работи до 2014 г. През 2016 г. печели Световната награда за фентъзи за антологията „Тя ходи в сенките“. От октомври 2019 г. е колумнист за „Вашингтон Поуст“.
През 2019 г. е издаден романът ѝ „Богове на нефрита и сянката“. В историята младата Касиопея Тун работи като чистачка и е запленена от джаз музиката. Когато отваря странна дървена кутия, случайно освобождава духа на бога на смъртта на маите, който търси помощ, за да си върне трона от коварния си брат. Заедно с него започва опасно приключение от джунглите на Юкатан до ярките светлини на столицата Мексико и дълбоко в мрака на подземния свят на маите. Романът е номиниран за наградата „Небюла“ за най-добър роман и получава американската награда Ignyte („Запалване“) и канадската Sunburst („Слънчев лъч“) за фантастика.
През 2020 г. е издаден романът ѝ „Мексиканска готика“. Младата Ноеми се е установила в мексиканската столица, но когато получава от братовчедка си Каталина писмо за помощ, се отправя към дома ѝ в дълбоката провинция – величествена къща високо в планината. Там се сблъсква с новото ѝ семейство и със съпруга ѝ – обеднял млад чаровен английски аристократ, както и с много тайни на някога богатото семейство имало рудници за сребро. Ноеми храбро се впуска да открие каква обреченост тегне над дома и обитателите му. Романът има множество номинации и получава наградите „Локус“ за хорър и Британската фентъзи награда за хорър.
Романът ѝ от 2022 г. „Дъщерята на доктор Моро“ също получава номинация за наградата „Хюго“ за най-добър роман.
Силвия-Морено Гарсия живее със семейството си във Ванкувър.

## Произведения

### Самостоятелни романи
- Signal to Noise (2015)[1][2][3][4]
- Certain Dark Things (2016)
- The Beautiful Ones (2017)
- Gods of Jade and Shadow (2019)
- Untamed Shore (2020)
- Mexican Gothic (2020)
Мексиканска готика, изд.: ИК „Лабиринт“, София (2021), прев. Емилия Масларова
- Velvet Was the Night (2021)
- The Daughter of Doctor Moreau (2022)
- Silver Nitrate (2023)
- The Seventh Veil of Salome (2024)

### Новели и разкази
частично представяне
- Prime Meridian (2018)[1][3]
- The Return of the Sorceress (2021)
- The Tiger Came to the Mountains (2022)
- The Lover (2023)

### Сборници
- This Strange Way of Dying (2013)[1][2][3]
- Love & Other Poisons (2014)
- Dangerous Games (2014) – с Пат Кадиган

### Документалистика
- A Writer's Guide to Speculative Fiction (2019) – с Крауфорд Килиън[1]

### Екранизации
- 2019 Titan of Terror: The Dark Imagination of H.P. Lovecraft